# تغییرات اقلیمی در ترکیه

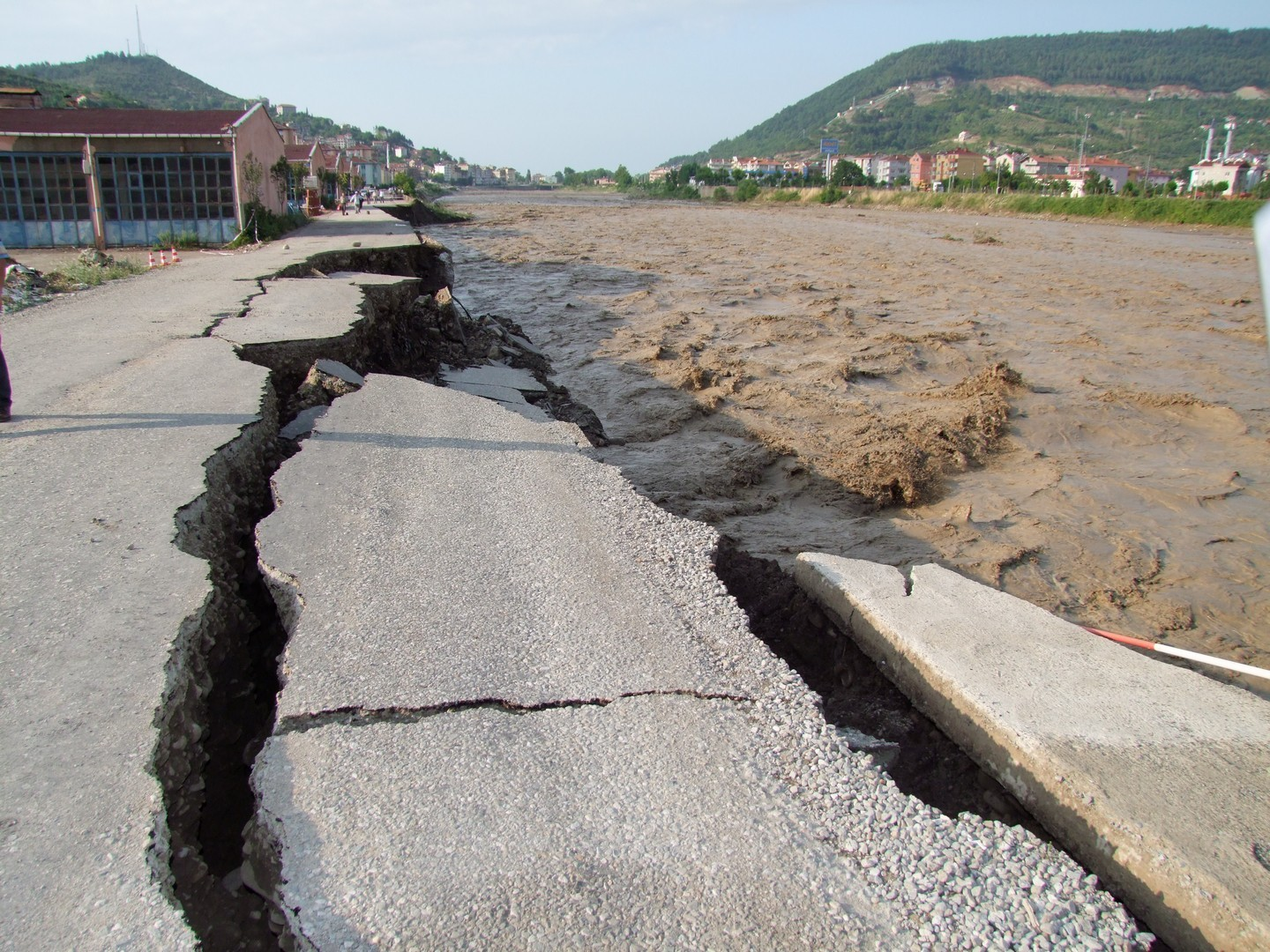
وقوع سیلاب در ترکیه

تغییرات اقلیمی در ترکیه شامل تغییر در آب و هوای ترکیه، تاثیرات آن، و چگونگی پذیرش این تغییرات توسط این کشور می‌باشد. دمای سالیانه و حداکثری ترکیه در حال افزایش است و سال 2020 سومین سال گرم ثبت شد در تاریخ این کشور بود. ترکیه به شدت تحت تاثیر تغییرات اقلیمی قرار خواهد گرفت و در حال حاضر نیز شاهد آب و هوای شدید غیر عادی به همراه خشکسالی‌ها، سیلاب‌ها، و موج‌های گرمایی است که خطرات اصلی هستند.

## انتشارات گازهای گلخانه‌ای
زغال سنگ، اتومبیل ها و کامیون ها بیش از یک سوم از پانصد میلیون تن انتشار سالانه گازهای گلخانه‌ای ترکیه – که عمدتاً دی اکسید کربن است- را تشکیل می‌دهند و دلیل قسمتی از تغییرات آب و هوایی در ترکیه هستند. نیروگاه‌های با سوخت زغال‌سنگ در این کشور بیشترین دی‌اکسید‌کربن را منتشر می‌کنند. خودروهای جاده‌ای نیز یکی دیگر از منابع آلودگی هستند که با بنزین یا گازوئیل کار می‌کنند. بعد از زغال‌سنگ و نفت، گاز فسیلی سومین سوخت آلاینده است که در نیروگاه‌های گازی ترکیه، خانه ها و محل کار مورد استفاده قرار می‌گیرد. مقدار زیادی متان توسط دام‌ها به فضا آزاد می‌شود. گاوها به تنهایی نیمی از گازهای گلخانه‌ای حاصل از کشاورزی در ترکیه را تولید می‌کنند.

## تاثیرات بر روی محیط‌زیست طبیعی
دو دوره اصلی تغییر اقلیمی در عصر برنز وجود داشته است. بر اساس گفته‌های دکتر پرفسور مورات تورکس، یکی از اعضای هیات مدیره مرکز دانشگاهی بوگازیچی در امر تغییرات اقلیمی و مطالعات سیاست‌ها، تغییر اقلیمی به واسطه عوامل انسانی در ترکیه از دهه 1970 آغاز شد. CMIP آن را به خوبی مدل کرده است. یکی از نمونه‌ تاثیرات تغییر اقلیمی روی توزیع بارش خواهد بود: لبه نزولی سلول هدلی (منطقه‌ای از گردش نزدیک خط استوا) ممکن است به طرف شمال و به سمت ترکیه حرکت کند، که مرز جنوبی آن در حدود 36 درجه شمالی است و این ممکن است منجر به کاهش بارش در جنوب کشور شود.

### تغییرات دما و هوا
تا سال 2021، بالاترین دما در ترکیه در 20 جولای سال 2021 در سیزر به میزان C 1/49 ثبت شده است. تا سال 2020، گرم‌ترین رکورد سال مربوط به سال 2010، دومین آن مربوط به سال 2018، و سومین آن در سال 2020 ثبت شده است. در سال 2021 معاون وزیر جنگلداری و کشاورزی اعلام کرد که افزایش دمای متوسط سالیانه ممکن است از آن سال تا پایان قرن چیزی بین 1 تا 2 درجه باشد. پیش‌بینی می‌شود که ترکیه شدیدتر از بسیاری کشورهای دیگر تحت تاثیر قرار گیرد ولی این تاثیرات در بخش‌های مختلف این کشور بسیار متفاوت خواهد بود. بیشترین افزایش دمای پیش‌بینی شده برای مناطق جنوبی و غربی در تابستان است. در بدترین حالت، این افزایش دما در سال 2100 به میزان 7 درجه خواهد بود.

### افزایش سطح آب دریا
بیش از 200 هزار نفر در مناطقی با خطر افزایش 1 متری سطح آب دریا در حال زندگی هستند. بالا آمدن تکنوتیکی باعث کاهش در افزایش سطح آب دریا در حدفاصل سامسون و آنالیا شده است و این در حالی است که برخی از دلتاهای رودخانه‌های بزرگ خشک شده‌اند. استامبل در معرض خطر افزایش سطح آب دریا قرار دارد؛ به عنوان مثال ایستگاه مترو کادیکوی در معرض خطر سیلاب قرار دارد.